# Ma Normandie
Ma Normandie – do 2008 r. pieśń ta była oficjalnym, lokalnym hymnem Jersey. Autorem hymnu był żyjący w I połowie XIX wieku poeta Frédéric Bérat. Od 2008 r. lokalnym hymnem Jersey jest pieśń Island Home.
Na Jersey hymn wykonuje się wraz z God Save the King.
"Ma Normandie" jest także traktowana jako nieoficjalny hymn lokalny przez ludność Normandii.

## Słowa
Quand tout renait a l'espérance,

Et que l'hiver fuit loin de nous,

Sous le beau ciel de notre France,

Quand le soleil revient plus doux,

Quand la nature est reverdie,

Quand l'hirondelle est de retour,

J'aime à revoir ma Normandie,

C'est le pays qui m'a donné le jour.

J'ai vu les champs de l'Helvétie,

Et ses chalets et ses glaciers,

J'ai vu le ciel de l'Italie,

Et Venise et ses gondeliers.

En saluant chaque patrie,

Je me disais aucun séjour

N'est plus beau que ma Normandie,

C'est le pays qui m'a donné le jour.

Il est un âge dans la vie,

Ou chaque rêve doit finir,

Un âge ou l'âme recueillie

A besoin de se souvenir.

Lorsque ma muse refroidie

Vers le passé fera retour,

J'irai revoir ma Normandie,

C'est le pays qui m'a donné le jour.